# امانوئل شرپانتیه
امانوئل شَرپانتیه (به فرانسوی: Emmanuelle Charpentier) (زاده ۱۱ دسامبر ۱۹۶۸) محقق میکروبیولوژی، ژنتیک و زیست‌شیمی فرانسوی ارمنی‌تبار است. او در سال ۲۰۲۰ به همراه جنیفر دودنا به دلیل «فراهم کردن روشی برای ویرایش ژنوم» یا توسعه ویرایش ژن کریسپر برندهٔ جایزه نوبل شیمی شد. وی در سال ۲۰۱۳ شرکت کریسپر تراپیوتیکس را تأسیس کرد.

## سال‌های ابتدایی
شَرپانتیه متولد ۱۹۶۸ در ژوویزی سور ارژ در فرانسه است. پدربزرگ وی از نجات‌یافتگان نسل‌کشی ارمنی‌ها در سال ۱۹۱۵ می‌باشد که به فرانسه نقل مکان نموده‌است و نام خانوادگی پدربزرگ وی سینانیان بوده‌است.
وی بیوشیمی، میکروبیولوژی و ژنتیک را در دانشگاه پیر و ماری کوری (امروزه دانشکده علوم دانشگاه سوربن) در پاریس تحصیل کرد. وی از سال ۱۹۹۲ تا ۱۹۹۵ دانشجوی کارشناسی ارشد در انستیتو پاستور بود و دکترای تحقیقاتی به وی اعطا شد. پروژه دکترای شَرپانتیه «مکانیسم‌های مولکولی مربوط به مقاومت به آنتی‌بیوتیک» را بررسی می‌کرد.

## فعالیت حرفه ای
شَرپانتیه از سال ۱۹۹۳ تا ۱۹۹۵ به عنوان دستیار آموزش دانشگاه در دانشگاه پیر و ماری کوری و از ۱۹۹۵ تا ۱۹۹۶ به عنوان دانشجوی دکترا در انستیتو پاستور کار کرد. او به ایالات متحده نقل مکان کرد و به عنوان دانشجوی دکترا از ۱۹۹۶ تا ۱۹۹۷ در دانشگاه راکفلر در نیویورک کار کرد. در این مدت، شرپانتیه در آزمایشگاه میکروبیولوژی الین توومانن کار کرد. آزمایشگاه توومانن بررسی کرده‌است که چگونه پاتوژن استرپتوکوک پنومونیه از عناصر ژنتیکی متحرک برای تغییر ژنوم خود استفاده می‌کند. شَرپانتیه همچنین به نشان دادن چگونگی مقاومت به وانکومایسین در استرپتوکوک پنومونیه کمک کرد.
شَرپانتیه از سال ۱۹۹۷ تا ۱۹۹۹ به عنوان دستیار دانشمند تحقیقاتی در مرکز پزشکی دانشگاه نیویورک کار می‌کرد. در آنجا او در آزمایشگاه پاملا کاوین، زیست‌شناس سلول‌های پوستی علاقه‌مند به دستکاری ژن پستانداران کار می‌کرد. شَرپانتیه مقاله ای منتشر کرد که در آن به بررسی تنظیم رشد مو در موش‌ها پرداخته‌است. وی از سال ۱۹۹۹ تا ۲۰۰۲ سمت دستیار تحقیقاتی در بیمارستان تحقیقات کودکان سنت جود و در انستیتوی پزشکی بی مولکولی اسکیربال را در نیویورک داشت.
پس از پنج سال در ایالات متحده، شرپانتیه به اروپا بازگشت و از سال ۲۰۰۲ تا ۲۰۰۴ رئیس آزمایشگاه و استاد مهمان در انستیتوی میکروبیولوژی و ژنتیک دانشگاه وین شد. در سال ۲۰۰۴، شرپانتیه کشف خود را از یک مولکول آر ان ای درگیر در تنظیم سنتز فاکتورهای حدت در استرپتوکوک پیوژنز منتشر کرد. وی از سال ۲۰۰۴ تا ۲۰۰۶ رئیس آزمایشگاه و استادیار گروه میکروبیولوژی و ایمونوبیولوژی بود. وی از سال ۲۰۰۶ تا ۲۰۰۹ به عنوان رئیس آزمایشگاه و دانشیار در آزمایشگاه‌های ماکس پروتس کار کرد.
شرپانتیه به سوئد نقل مکان کرد و در آزمایشگاه پزشکی عفونت مولکولی سوئد (MIMS)، در دانشگاه اومئو، رئیس آزمایشگاه و دانشیار شد. وی این سمت‌ها را از سال ۲۰۰۹ تا ۲۰۱۴ بر عهده داشت و در سال ۲۰۱۴ به عنوان استاد مهمان به سمت رئیس آزمایشگاه ارتقا یافت. وی به آلمان رفت و از سال ۲۰۱۳ تا ۲۰۱۵ به عنوان رئیس بخش و استاد در مرکز تحقیقات عفونت هلمهولتز در براونشویگ و دانشکده پزشکی هانوفر فعالیت کرد. در سال ۲۰۱۴ او استاد الکساندر فون هومبولت شد.
در سال ۲۰۱۵ شَرپانتیه پیشنهادی را از طرف انجمن ماکس پلانک آلمان برای عضویت علمی در انجمن و مدیر مؤسسه زیست‌شناسی عفونت ماکس پلانک در برلین پذیرفت. از سال ۲۰۱۶، وی استاد افتخاری در دانشگاه هومبولت در برلین است، و از سال ۲۰۱۸، وی مؤسس و مدیر عامل واحد ماکس پلانک برای علوم پاتوژن‌ها است. شَرپانتیه سمت خود را به عنوان استاد مهمان در دانشگاه اومئو تا پایان سال ۲۰۱۷ حفظ کرد، جایی که کمک مالی جدیدی از بنیادهای کمپ و بنیاد نات و آلیس والنبرگ به وی این فرصت را داد تا موقعیت‌های بیشتری را برای محققان جوان در گروه‌های تحقیقاتی آزمایشگاه MIMS ارائه دهد.